# チャールズ・シェパード
チャールズ・シェパード（英: Charles Shepherd、生年不詳 - 1875年8月23日）はイギリス人技術者で、オーストラリアなどの植民地で開発事業で従事した後、明治政府のお雇いとなり鉄道建設を指揮した。姓はセッハルトとも表記される。

## 経歴・人物
明治3年（1870年）、鉄道建設のためにエドモンド・モレルと共に来日し、民部省鉄道掛（明治4年に工部省に鉄道寮として移管）の副技術主任となる。新橋 - 横浜間の鉄道敷設の工事・測量を指導した。
3年後の明治6年（1873年）に同線の複線化と六郷川鉄橋の建設を計画し、翌明治7年（1874年）岩手の釜石に転勤し大橋鉄山 - 釜石港の石炭運搬鉄道を敷設したが、工事中に大阪で死去した。